# Allium agrigentinum
Allium agrigentinum är en amaryllisväxtart som beskrevs av Salvatore Brullo och Pietro Pavone. Allium agrigentinum ingår i släktet lökar, och familjen amaryllisväxter.
Artens utbredningsområde är Sicilien. Inga underarter finns listade i Catalogue of Life.